# Kattenbosserheide
Kattenbosserheide är en skog i Belgien.  Kattenbosserheide är också ett naturreservat som sträcker sig söder om byn Kattenbos och norr om Gelderhorsten. Den ligger i provinsen Limburg och regionen Flandern, i den nordöstra delen av landet, 80 km nordost om huvudstaden Bryssel.
I omgivningarna runt Kattenbosserheide växer i huvudsak barrskog. Områdets skog består huvudsakligen av planteringar av skotsk tall, inom vilken det finns en hedmark. I detta område har gravhögar från urnefältskulturen hittats. De utgrävda föremålen finns i Museum Ons Erfgoed (Vårt arvegods) i Lommel. 

## Djur och växter och naturskydd
Det finns fortfarande gamla torvgropar  på hedarna kring Lommel och vissa remsor är täckta med kuling. Det är ett vått område beväxt med buskar och är ett hedlandskap. Soldagg, klubbmossa och klockgentiana är typiska växter.  På Heuvele-heden kan man plocka enbär, från buskar som tidigare bland annat användes för att smaksätta sprit. Naturvården gör allt de kan för att bevara heden med en anpassad skötsel. Förr användes heden som beta för kor och får. Jorden plöjdes upp för att kunna användas som strö i ladugårdens bås. När konstgödsel uppfanns odlades de flesta hedmarker upp till åker eller planterades de igen med skotska tallar. Genom att använda gamla sätt att bruks jorden med ogräsrensning och bete försöker man återställa heden.
Runt Kattenbosserheide är det ganska tätbefolkat, med 149 invånare per kvadratkilometer. Kustklimat råder i trakten. Årsmedeltemperaturen i trakten är 9 °C. Den varmaste månaden är juli, då medeltemperaturen är 18 °C, och den kallaste är januari, med −2 °C.